# Большов Володимир Іванович
Володимир Іванович Большов (нар.. 22 січня 1958, Москва, Російська РФСР, СРСР ) - радянський і російський актор театру і кіно, режисер. Заслужений артист Російської Федерації (1994).

## Біографія
Володимир Большов народився 22 січня 1958 року в Москві . Батько був інженером-будівельником, мати (нар. 1930) - завідувачка виробництвом .
До сьомого класу середньої школи Володимир жив разом з родиною на вулиці Будівельників, поруч зі станцією метро «Університет» .
Закінчив школу робітничої молоді. Працював вантажником, художником-оформлювачем. У 21-річному віці, після військової служби в лавах Радянської армії, вступив до театрального інституту. В останній навчальний рік працював на заводі токарем .
У 1984 році закінчив акторський факультет Школи-студії МХАТ імені Немировича-Данченка в Москві (керівник курсу - Іван Михайлович Тарханов).
З 1984 року по теперішній час служить у Театрі «Сатирикон» імені Аркадія Райкіна в Москві .
У 1994 році удостоєний почесного звання «Заслужений артист Російської Федерації».

### Особисте життя

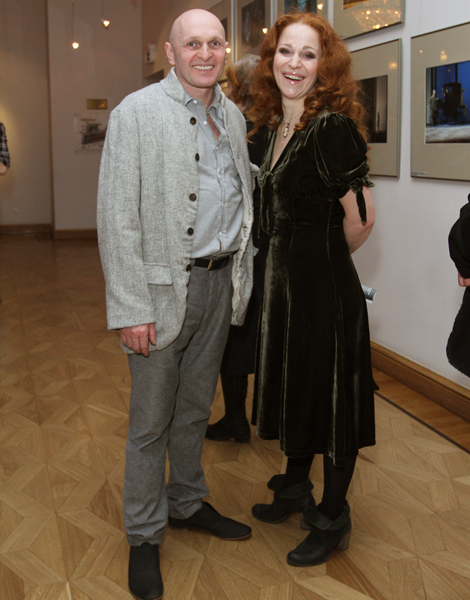
Агрипина Стеклова і Володимир Большов.

- Друга дружина - Жанна Олександрівна Токарська (1961-2000), актриса театру і кіно. Починала в аматорському театрі-студії «Юність» в місті Горлівці (Українська РСР). У 1985 році закінчила акторський факультет Вищого театрального училища імені Б. В. Щукіна (курс Т. Коптєва). Грала в Московському драматичному театрі імені М. М. Єрмолової. З 1988 по 2000 роки була актрисою Театру «Сатирикон» імені Аркадія Райкіна [5].
  - Дочка - Марія
- Третя дружина - Агрипина Володимирівна Стеклова (нар.. 15 лютого 1973), актриса театру і кіно, Заслужена артистка Російської Федерації (2008). Познайомилися в Театрі «Сатирикон» імені Аркадія Райкіна[3].
  - Пасинок - Данило Андрійович Стеклов
    - Онук - Петро

  - Дочка - Ганна

## Творчість

### Незалежний театральний проект
- 2008 — «Театр по правилам и без» Майкла Фрейна

### Інші театри
- «Смішні гроші» — інспектор Слейтон
- «Король Лір» — герцог Альбанский
- «Азбука артиста» (реж. Ю. Бутусов)
- «Служниці» (реж. Р. Віктюк) — Соланж
- «Гамлет» (реж. Р. Стуруа) — могильник, Гільденстерн
- «Трактирщица» (реж. О. Горбань) — кавалер
- «Федра» (реж. А. олдок) — цар Тезей
- «Ромео і Джульєтта» (реж. К. Райкін) — Меркуціо
- «Ромео і Джульєтта» (реж. Р. Стуруа) — брат Лоренцо
- «Макбетт» (реж. Ю. Бутусов) — барон Гламіс, офіцер, перший блазень
- «Що наше життя?» — Брут
- «Геркулес і Авгієві стайні» — Парламентарій
- «Мауглі» — Тютюн
- «Багдадський злодій» — Циклоп
- «Голий король» — перший міністр
- «Уявний хворий» — Беральд
- «Сірано де Бержерак» — Гілс, офіцер
- «Шоу-Сатирикон» — Ведучий
- «Тригрошова опера» — Маттіас-Монета
- «Жак і його пан» — Маркіз
- «Гедда Габлер» — асесор Брак[4]

### Фільмографія

#### Актор
- 2020 — Марлен — Григорій Іванович Ганді, судмедексперт
- 2020 — Стрельцов — Гаврило Качалін
- 2018 -  Той, хто читає думки (Менталіст) (серія № 13 «Сталося вбивство, загинула людина») -  Борис Михайлович, «король »місцевої мафії на прізвисько« Шматок»
- 2017 -  Ікра -  Гнат Макарович Потапов, директор магазину «Океан»
- 2015 - Власик. Тінь Сталіна -   Іван Францевич Юсіс
- 2014 - Панове-товариші (фільм № 4 «Віяло диявола») - Сергєєв / Осипов, особливо небезпечний бандит на прізвисько «Мишка Культяпий»
- 2013 -  Дві зими і три літа -  Гаврила Ганичев
- 2013 -  Винищувачі -  Вадим Петрович Лагоза, майор держбезпеки, начальник особливого відділу полку
- 2013 -  По лезу бритви -  Еріх Кох, рейхскомісар  Третього рейху
- 2012 -  Відстебніть ремені -  «багор», помічник Промислова
- 2012 -  Жуков -  Рєпін
- 2011 - Висоцький. Дякуємо, що живий
- 2011 -  Бомбила -  «Сизий», розкоронованний злодій в законі
- 2010 -  Віскі з молоком -  саксофоніст
- 2010 - Москва. Центральний округ 3 (фільм № 10 «Московський час») -  міліціонер
- 2010 -  Погоня за тінню -  Андрій Вікторович Єрьомін, полковник міліції
- 2009 -  Зниклі -  заступник командира загону, комісар
- 2009 -  Пітерські канікули -  Євген Львович
- 2009 -  Брудна робота (фільм № 1 «Діаманти Розумовського») -  «Заза Сумний», кримінальний «авторитет»
- 2009 -  Брати Карамазови -  Микола Парфенович нелюди, слідчий
- 2008 - Найкращий вечір -  лікар-снайпер
- 2008 -  Глухар (серія № 44 «За батька») -  Матвій Пірякін
- 2008 -  Захист -  Штуцер
- 2008 - Червоне на білому -  Балуєв
- 2007 -  2009 - Татусеві доньки (серія № 8) -  Володимир, режисер історичного серіалу, в якому пробувалася Маша
- 2007 - Ведмеже полювання -  Максим Максимович Курбатов, дядько Євгенії
- 2007 -  Зараження -  «Витязь»
- 2007 -  Марш Турецького. Повернення Турецького (фільм № 5 «Він обіцяв повернутися») -  Леонід Савельєв, виконавчий директор рекламного агентства
- 2006 - Бункер, або Науковці під землею -  Петро Петрович («Психолог»)
- 2006 - Кром' -  глава дворянського союзу
- 2006 - Слава богу, ти прийшов! - багато ролей
- 2006 - Острог. Справа Федора Сеченова -  сап'яном, психіатр
- 2005 - Людина війни -  Цикін
- 2005 -  Сліпий 2 -  Інокентій Погоничів, аспірант
- 2005 -  Шахраї -  Семен Макарович («Сявий»)
- 2004 - Будинок у солоного озера -  Мартін Шмідт, учитель
- 2004 - МУР є МУР -  Васін
- 2004 - Моя прекрасна нянька -  Черноналов, податковий інспектор
- 2003 - А вранці вони прокинулися -  «Нервовий»
- 2003 -  2004 - Бідна Настя -  Ілля Петрович Штерн, лікар, давній друг барона Корфа
- 2002 -  Каменська 2 (фільм № 1 «Вкрадений сон», фільм № 4 «За все треба платити») -  Віктор Трішкан
- 2001 -  Левова частка -  прапорщик МВС
- 1999-2003 - Прості істини -  батько Діми Князєва
- 1999 - Жартувати дозволите? -  професор
- 1998 - Твір до Дня Перемоги -  Валерій Нікітін
- 1995 - Літні люди -  Павло Сергійович Рюмін
- 1994 - Стрілища ангели -  пан «Смерть»
- 1993 - Російський регтайм -  людина в штатському
- 1991 -  Привид -  Веня
- 1990 - Фанат 2 -  Сева
- 1988 - Коли настане день -  Антон
- 1987 - Мир дому твоєму -  чоловік з ресторану
- 1986 -  Викуп -  епізод [4]
- 1984 -  1986 -  Михайло Ломоносов -  Архіпич, юродивий
- 1984 -  Пан Великий Новгород -  старець

#### Сценарист
- 1997 - Найновіші пригоди Буратіно

### Робота на телебаченні
- Телешоу «Слава Богу, ти прийшов!» («СТС»).
- « Зірковий час » - другий ведучий на запрошення Владислава Лістьєва, змінив першого ведучого Олексія Якубова (1992) [4].

## Визнання заслуг

### Державні нагороди та звання
- 1994 - почесне звання « Заслужений артист Російської Федерації » - за заслуги в галузі мистецтва [1].